# NGC 3369
NGC 3369 est une galaxie lenticulaire située dans la constellation de l'Hydre. NGC 3369 a été découverte par l'astronome américain Ormond Stone en 1886.

## Caractéristiques
Sa vitesse par rapport au fond diffus cosmologique est de 3 937 ± 38 km/s, ce qui correspond à une distance de Hubble de 58,1 ± 4,1 Mpc (∼189 millions d'al).

## Amas de l'Hydre
Selon l'étude publiée par Richter en 1989, NGC 3369 fait partie de l'amas de l'Hydre (Abell 1060), mais aucune des sources consultées ne mentionnent l'appartenance de NGC 3369 à un groupe de galaxies. L'amas de l'Hydre est l'amas dominant du superamas de l'Hydre-Centaure.